# Belpasso

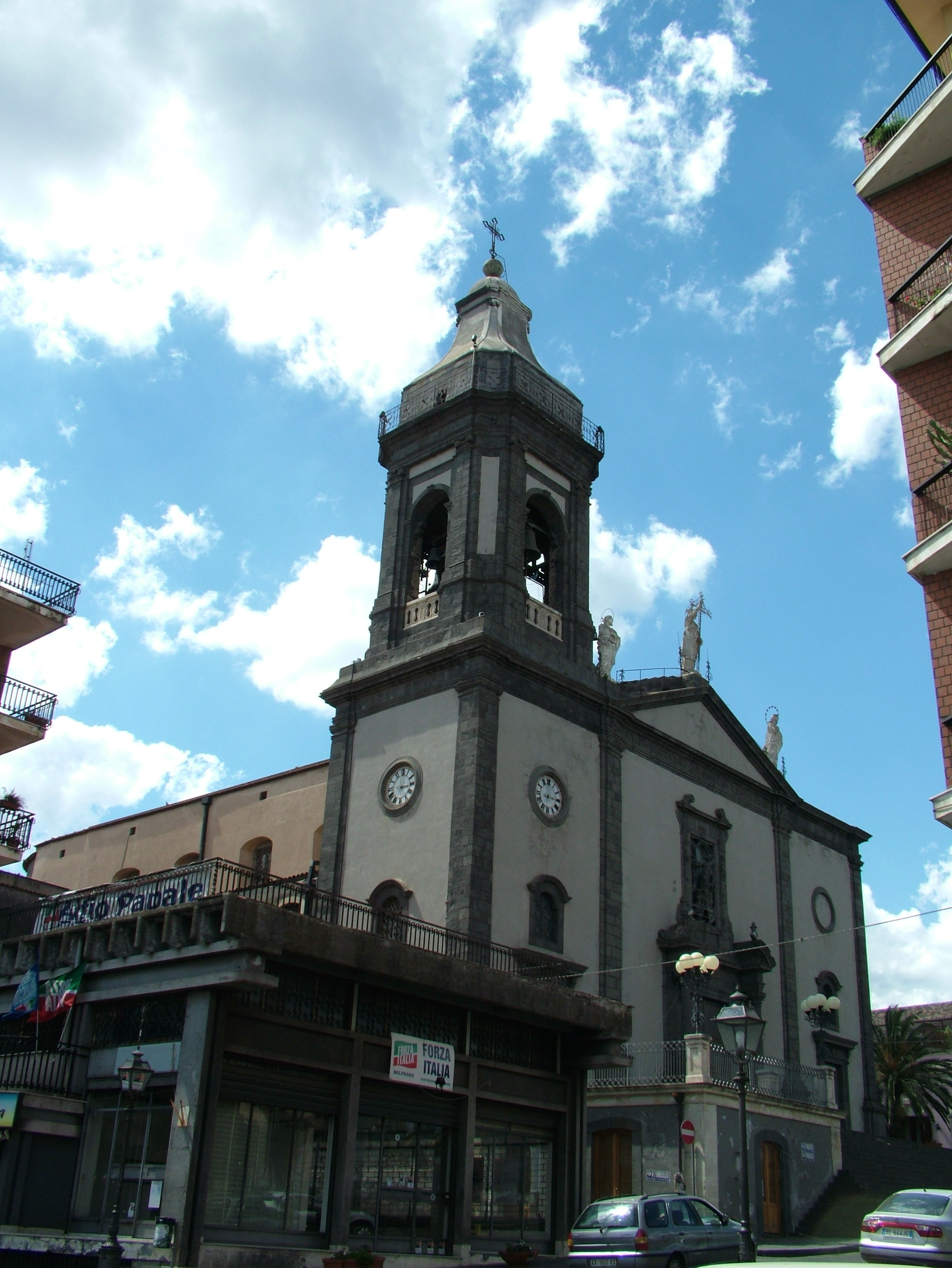
Nhà thờ ở Belpasso.

Belpasso (tiếng Sicilia: Belpassu) là một đô thị ở tỉnh Catania trong vùng Sicilia, có khoảng cách khoảng 150 km về phía đông nam của Palermo và cách khoảng 10 km về phía tây bắc của Catania. Tại thời điểm ngày 30 tháng 4 năm 2017, đô thị này có dân số 28128 người và diện tích là 164,4 km².
Đô thị Belpasso có các frazione (đơn vị cấp dưới) Piano Tavola.
Belpasso giáp các đô thị: Adrano, Biancavilla, Bronte, Camporotondo Etneo, Castiglione di Sicilia, Catania, Lentini, Maletto, Mascalucia, Motta Sant'Anastasia, Nicolosi, Paternò, Ragalna, Ramacca, Randazzo, San Pietro Clarenza, Sant'Alfio, Zafferana Etnea.